# نيسان بلاتينا
نيسان بلاتينا (بالإنجليزية: Nissan Platina)‏ هي سيارة من تصنيع شركة مجموعة رينو.